# 얀 오블라크
얀 오블라크(슬로베니아어: Jan Oblak, 1993년 1월 7일 ~ )는 슬로베니아의 축구 선수로 현재 스페인 라리가의 아틀레티코 마드리드에서 골키퍼로 활약하고 있으며 슬로베니아 축구 국가대표팀의 주장도 맡고 있다.

## 선수 경력

### 클럽
2009년 자국 2부 리그의 올림피야 류블랴나에서 프로 생활을 시작한 후 리그 34경기에 출전하며 팀의 2부 리그 우승 및 1부 리그 승격, 2009-10 1부 리그 4위, 2010-11년 UEFA 유로파리그 1라운드 진출의 성과를 거두었다.
그리고 2010년 6월 14일 포르투갈 프리메이라리가의 강호 SL 벤피카로 이적하자마자 SC 베이라마르, SC 올랴넨스, UD 레이리아, 히우 아브 등에서 임대 선수로 공식전 50경기에 출전하며 히우 아브의 2012-13 시즌 리그 6위의 성적에 공헌한 뒤 2013-14 시즌에 벤피카로 복귀하여 리그 우승, 포르투갈컵 우승, 포르투갈 리그컵 우승을 맛보았다.
2014-15 시즌을 앞두고 약 220억원의 이적료로 스페인 프리메라리가의 강호 아틀레티코 마드리드와 입단 계약을 체결한 오블라크는 입단 이후 현재까지 2014년 스페인 슈퍼컵 우승, 2014-15 시즌 리그 3위, 2015-16 시즌 리그 3위, 2015-16년 UEFA 챔피언스리그 준우승, 2016-17 시즌 리그 3위, 2016-17년 UEFA 챔피언스리그 4강, 2017-18 시즌 리그 준우승, 2017-18년 UEFA 유로파리그 우승, 2018년 UEFA 슈퍼컵 우승, 2018-19 시즌 리그 준우승, 2019-20 시즌 리그 3위, 2019-20년 스페인 슈퍼컵 준우승, 2019-20년 UEFA 챔피언스리그 8강, 2020-21 시즌 리그 우승 등의 화려한 성적들을 남겼다.
이 뿐만 아니라 2연속 슬로베니아 올해의 신인상(2012, 2013), 2013-14 시즌 프리메이라리가 최우수 골키퍼, 리카르도 사모라 트로피 5회 수상(2015-16, 2016-17, 2017-18, 2018-19, 2020-21), 라리가 올해의 팀 2연속 수상(2015-16, 2016-17), UEFA 챔피언스리그 드림팀 3회 수상(2015-16, 2016-17, 2019-20), 4연속 라리가 최우수 골키퍼 수상(2015-16, 2016-17, 2017-18, 2018-19), UEFA 선정 올해의 라리가팀 4연속 수상(2015-16, 2016-17, 2017-18, 2018-19), 2017년 국제 축구 선수 협회 선정 월드 일레븐 5번째팀, 2019년 FIFPRO 월드 일레븐 골키퍼 부문 5위, 2020년 월드 일레븐 골키퍼 부문 3위, 2017-18년 유로파리그 드림팀, 슬로베니아 올해의 선수 5회 수상(2015, 2016, 2017,2018, 2020), 2018-19 시즌 아틀레티코 마드리드 올해의 선수상, 2020년 FIFA 최고의 남자 골키퍼 3위, 국제축구역사통계연맹 선정 10년간 활약한 세계 최고의 골키퍼 부문 6위, 2021년 5월 라리가 이달의 선수상, 유럽 스포츠 미디어 선정 올해의 팀(2020-21), 2020-21 라리가 올해의 선수상 등 개인상에서도 엄청난 업적들을 이뤄내며 라리가를 대표하는 최고의 수문장으로 거듭났다.

### 국가대표팀
2012년 9월 11일 슬로베니아 A대표팀 소속으로 노르웨이와의 2014년 FIFA 월드컵 유럽 지역 예선 E조 2차전에서 국제 A매치 데뷔전을 치렀고 이후 2015년 슬로베니아 대표팀의 기존 주전 골키퍼였던 사미르 한다노비치가 대표팀 유니폼을 반납하자마자 본격적으로 슬로베니아 대표팀 주전 골키퍼로 낙점받았다.
물론 감독과의 불화로 인해 한동안 대표팀에 소집이 되지는 못했지만 2019년 대표팀에 다시 소집된 이후 대표팀 주장을 맡아 2020-21년 UEFA 네이션스리그 C 3조 6경기에서 5경기 연속 클린시트를 비롯해 단 1실점에 그치는 놀라운 선방쇼로 차기 시즌 리그 B 승격에 크게 기여했다.
그러나 2021년 3월 27일 2018년 FIFA 월드컵 개최국이었던 러시아와의 2022년 FIFA 월드컵 유럽 지역 예선 H조 2차전에서 상대팀인 아르툠 주바에게 멀티골을 얻어맞아 1-2로 패했고 3일 후에 열린 키프로스와의 3차전에서도 상대팀인 요아니스 피타스에게 선제골이자 결승골을 얻어맞으며 세계 최고의 수문장으로서의 자존심에 큰 상처를 입었다.
그러나 팀의 24년만의 유로 대회 본선 진출이자 2010년 FIFA 월드컵 이후 14년만의 4번째 메이저 대회 본선 출전인 UEFA 유로 2024에서는 4경기에 모두 선발로 출전하여 2실점 2클린시트의 맹활약을 펼치며 슬로베니아 축구 역사상 첫 메이저 대회 16강 진출의 대업을 이끌었다.

## 출전 통계
| 클럽            | 시즌        | 리그 | 컵   | 유럽 | 기타 | 합계 |
| 클럽            | 시즌        | 출전 | 출전 | 출전 | 출전 | 출전 |
| --------------- | ----------- | ---- | ---- | ---- | ---- | ---- |
| Olimpija        | 2008-09     | 1    |      |      |      | 1    |
| Olimpija        | 2009-10     | 33   |      |      |      | 33   |
| Beira-Mar       | 2010-11     |      | 2    |      |      | 2    |
| Olhanense       | 2010-11     |      |      |      |      | 0    |
| Uniao de Leiria | 2011-12     | 16   | 1    |      |      | 17   |
| Rio Ave         | 2012-13     | 28   | 3    |      |      | 31   |
| Benfica         | 2013-14     | 16   | 6    | 4    | 2    | 28   |
| Atletico Madrid | 2014-15     | 11   | 6    | 4    |      | 21   |
| Atletico Madrid | 2015-16     | 38   |      | 13   |      | 51   |
| Atletico Madrid | 2016-17     | 30   |      | 11   |      | 41   |
| Atletico Madrid | 2017-18     | 37   |      | 12   |      | 49   |
| Atletico Madrid | 2018-19     | 37   |      | 8    | 1    | 46   |
| Atletico Madrid | 2019-20     | 38   |      | 9    | 2    | 49   |
| Atletico Madrid | 2020-21     | 38   |      | 8    |      | 46   |
| Atletico Madrid | 2021-22     | 38   | 2    | 10   | 1    | 51   |
| Atletico Madrid | 2022-23     | 28   | 5    | 5    |      | 38   |
| Atletico Madrid | 2023-24     | 38   | 5    | 10   | 1    | 54   |
| Atletico Madrid | 2024-25     | 36   |      | 10   |      | 46   |
| Atletico Madrid | 합계        | 445  | 18   | 100  | 5    | 492  |
| 커리어 합계     | 커리어 합계 | 465  | 30   | 104  | 5    | 604  |

## 대회 성적

### 클럽
올림피야 류블랴나
- 슬로베니안 세컨드 디비전 : 우승 (2009)

 SL 벤피카
- 프리메이라리가 : 우승 (2013–14)
- 타사 드 포르투갈 : 우승 (2013–14)
- 타사 다 리가 : 우승 (2013–14)

 아틀레티코 마드리드
- 라리가 : 우승 (2020-21), 준우승 (2017-18, 2018-19), 3위 (2019-20, 2020-21, 2021-22, 2022-23)
- 코파 델 레이 : 4강 (2016-17, 2023-24)
- 수페르코파 데 에스파냐 : 우승 (2014)
- UEFA 유로파리그 : 우승 (2017-18)
- UEFA 슈퍼컵 : 우승 (2018)
- UEFA 챔피언스리그 : 준우승 (2015-16), 4강 (2016-17)

### 개인
- 라리가 MVP : 2020-21
- 라리가 최우수 골키퍼[1] : 2015-16
- 라리가 올해의 팀 : 2015-16
- 라리가 이 달의 선수 : 2021년 5월
- 라리가 이 달의 세이브 : 2024년 10월
- 트로페오 리카르도 사모라 : 2015-16, 2016-17, 2017-18, 2018-19, 2020-21
- UEFA 챔피언스리그 시즌의 스쿼드 : 2015-16, 2016-17, 2019-20
- UEFA 유로파리그 시즌의 스쿼드 : 2017-18
- UEFA 라리가 올해의 팀 : 2015–16, 2016–17, 2017–18, 2018–19
- 프리메이라리가 최우수 골키퍼 : 2013-14
- ESM 올해의 팀 : 2020-21
- FIF/PRO 월드11 골키퍼 후보 : 2020 (3위)
- FIFA 최고의 남자 골키퍼 : 3위 (2020)
- 슬로베니아 올해의 유스 선수 : 2012, 2013
- 슬로베니아 올해의 선수 : 2015, 2016, 2017, 2018, 2020, 2021, 2023, 2024
- 아틀레티코 마드리드 올해의 선수 : 2018-19